# Wiet Van de Leest
Wiet Van de Leest is een Belgische muzikant. Hij werd bekend met de bands Rum en Madou. 

## Levensloop
Rond 1969 richtte hij samen met Paul Rans en Dirk Lambrechts Rum op. Hij verliet in 1979 deze groep samen met Vera Coomans, die Rum was komen versterken als zangeres, om Madou op te richten. Deze band kende kortstondig succes met de singles Witte Nachten en Niets Is voor Altijd, maar werd na één album (uitgebracht in 1982) ontbonden.
Na de split trok Van de Leest zich terug uit het publieke leven en ging hij aan de slag als boswachter in het Zoniënwoud. Wel bleef hij in deze periode muzikaal actief als altviolist in het strijkkwarter Quatuor Halvenalf. Daarnaast nam hij met het Eerste Wereldoorlogproject Les Enfants de L’Yser de albums Grijsland (2003) en Tatave (2006) uit. Dit laatste album was een ode aan de musettevirtuoos Gus Viseur. 
Omstreeks 2005 blies hij samen met Paul Rans en Dirk Van Esbroeck 'Rum' nieuw leven in. Deze hernieuwde samenwerking werd echter verstoord door de dood van Dirk Van Esbroeck. Ze gingen echter verder onder de naam A la Rum en betrokken Jokke Schreurs en Marc Hauman.
In 2010 schreef hij de arrangementen voor Derroll's Dream, een muzikaal project van Derroll Adams. Het geheel was onder meer te horen op Brosella, Dranouter en de Gentse Feesten.
Sinds de 2014-tour met zijn Talbot strijkkwartet voor het oorlogsprogramma van Willem Vermandere houdt hij contact met Willems muzikanten Freddy Desmedt en Pol Depoorter. Hieruit ontspringt een unieke samenwerking waarbij Wiet de arrangementen voor zijn rekening neemt van Freddy zijn instrumentale composities. Freddy Desmedt neemt de CD Le Partage (2018) op met Pol Depoorter (gitaar, mandoline) en het Talbot Strijkkwartet. Deze muziek is een kruising tussen jazz, folk, gipsy, klassiek en zorgt voor een imponerend arsenaal aan sensaties. Vanaf najaar 2019 gaat Wiet met Freddy en Pol met zijn strijkkwartet mee op tour.

## Discografie[4]

### Albums
- Rum - Rum (1972, banjo, viool en zang)
- Rum - Rum 2 (1974, viool, tenorgitaar, berlinitza en zang)
- Jan De Beer - Over-leven (1976, viool)
- Rum - Hinkelen (1978, tenorgitaar, harmonium, viool en basgitaar)
- Johan Verminnen - Je ne Suis pas un Flamand Rose (1978, viool)
- Jan De Wilde - PVBA Koekejoe & Cie (1980, viool)
- Madou - Madou (1982, altviool, klavier en productie)
- Colin Newman - Commercial Suicide (1986, altviool)
- Hector Zazou - Geologies (1989, altviool)
- Jean-Marc Zelwer - La Fiancee Aux Yeux De Bois (1990, altviool)
- Vera Coomans - Silent House (1998, altviool)
- Quatuor Halvenalf - Paysages De Carton (1998, altviool)
- Freddy Desmedt - Le Partage (2018, viool en arrangementen)

### Singles
- Johan Verminnen - La Farce de Messire Jaques (1977, viool)
- Johan Verminnen - Le Bateau Coule (1978, viool)
- Johan Verminnen - Le Ciel Est le Toît de ma Maison (1978, viool)
- Madou - Witte Nachten (1981, altviool, klavier en productie)
- Madou - Niets Is voor Altijd (1982, altviool, klavier en productie)
- Madou - Gas (1983, viool en klavier)
- Dirk Blanchart - I Don't Mind (If the Sputnick Lands) (1983,viool)